# Edinburgh Association for the University Education of Women
Edinburgh Association for the University Education of Women (EAUEW), ursprungligen Edinburgh Ladies' Educational Association (ELEA), 
var en skotsk kvinnorättsorganisation, grundad 1867. EAUEW drev en kampanj för kvinnors rätt att studera på universitetet. I flera decennier arrangerade föreningen sina egna kurser för kvinnor med lärare från Edinburgh University, fram till att kvinnor slutligen fick rätten att studera vid Skottlands universitet år 1892.